# مؤخرة (سفينة)

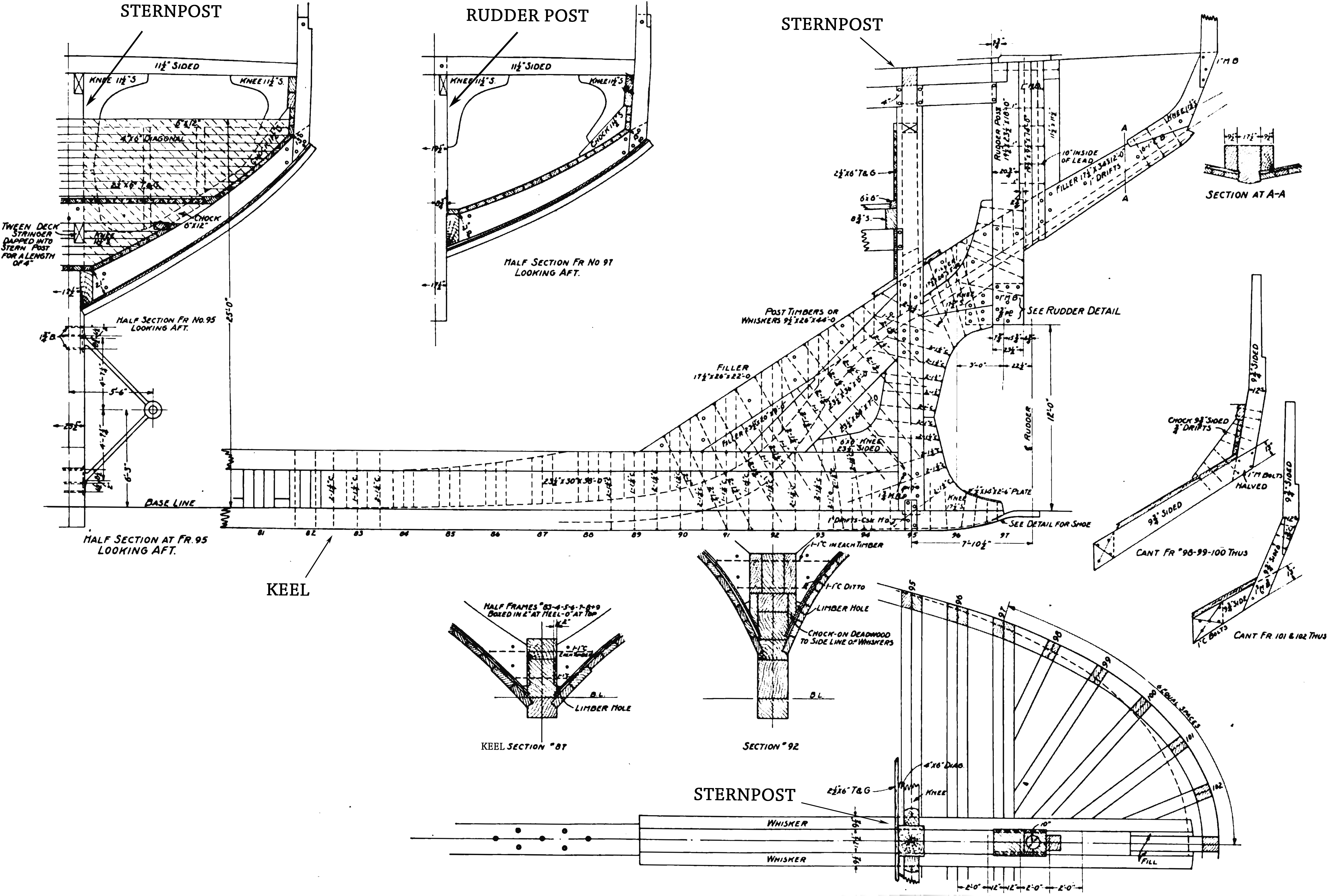
رسم تخطيطي مفصّل لمؤخرة بيضاوية الشكل أو بارزة كمنقار البطة

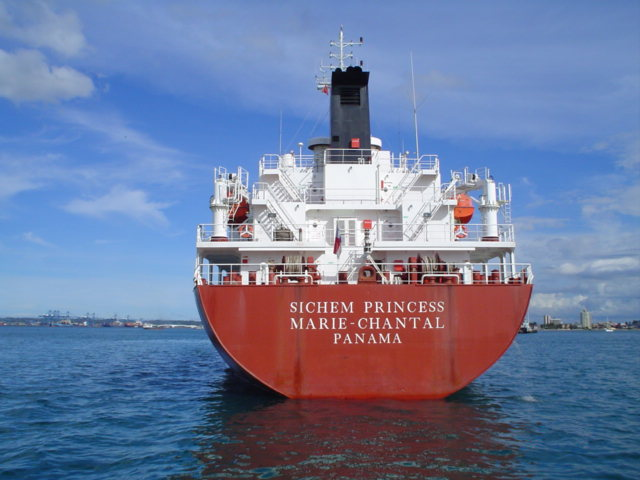
مؤخرة ذات عتبة خلفية مستعرضة مسطحة لسفينة الشحن Sichem Princess Marie-Chantal

الكَوْثَل أو الكَوْثَلّ أو المؤخرة هي الظهر أو الجزء الخلفي من سفينة أو قارب. تقع مؤخرة السفينة مقابل الجؤجؤ، الجزء الأول من السفينة. في الأصل، كان المصطلح يشير فقط إلى قسم المنفذ الخلفي للسفينة، ولكنه جاء في النهاية للإشارة إلى الجزء الخلفي من السفينة بالكامل. يشار إلى النهاية للسفينة بضوء ملاحة أبيض في الليل.

## أنواع

### رافدة

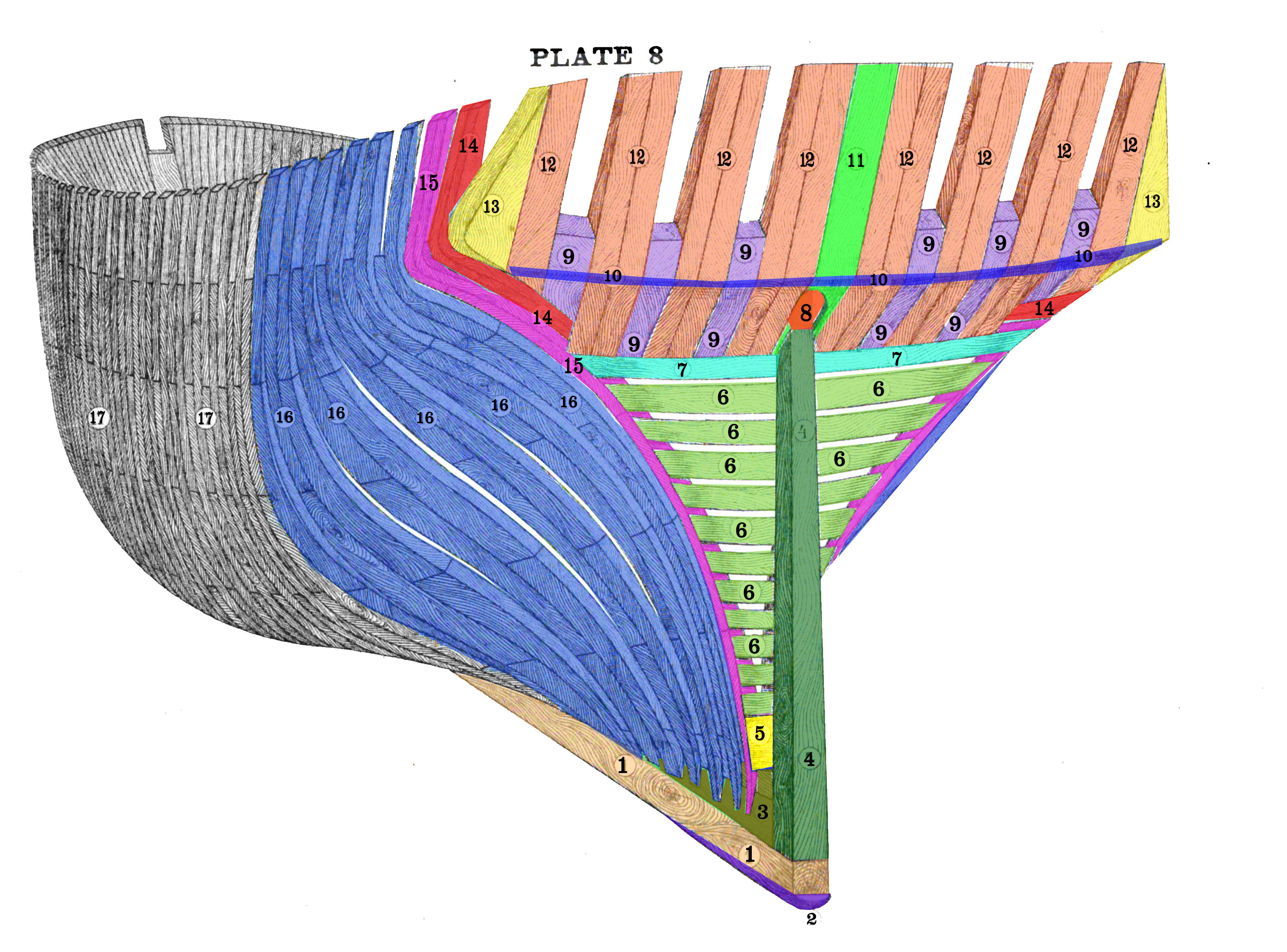

في العمارة البحرية، مصطلح العارضة له معنيين. أولاً، يمكن أن يكون أي من الحزم الفردية التي تعمل من جانب إلى آخر أو «أثارت» بدن الهيكل في أي لحظة تعلق على الخشب؛ ثانيًا، يمكن أن تشير على وجه التحديد إلى السطح المسطح أو المنحني قليلاً الذي هو اللوحة الخلفية للمؤخرة. بهذا المعنى، فإن مؤخرة هي نتاج استخدام سلسلة من العوارض، وبالتالي فقد تم مزج المصطلحين.

### بيضاوي الشكل

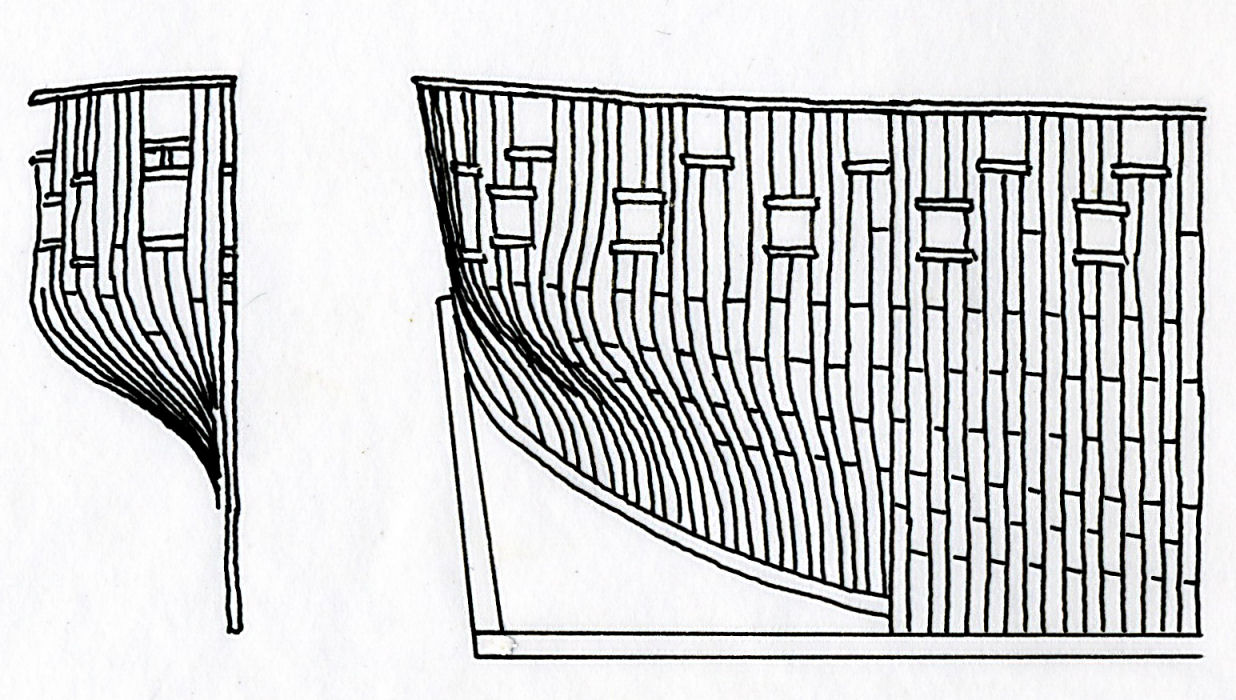
رسم تخطيطي لمؤخرة دائرية كما صممها السير روبرت سيبينجز